# Mayotte-füleskuvik
A Mayotte-füleskuvik (Otus mayottensis) a madarak (Aves) osztályának a bagolyalakúak (Strigiformes) rendjéhez, ezen belül a bagolyfélék (Strigidae) családjához tartozó faj.
Constantine Walter Benson 1960-ban írta le a fajt, mint a madagaszkári füleskuvik (Otus rutilus) egy új alfaját. 2000-ben ismerték el, mint különálló fajt.

## Megjelenése
Testhossza 24 centiméter, szárnyának hossza 16-18 centiméter, tömege a 120 gramm. 
Testének felső része szürkésbarna színű, sötétebb csíkokkal. Nyakán eléggé feltűnő sötétebb és világosabb tollalkból felváltva álló örvet visel. Farka szürke színű. Arcfátyla szürkésbarna, a szélén sötétebb árnyalattal.
Hasa barnásabb, mint a testének felső része. Tollfülei rövidek.

## Elterjedése, élőhelye
A faj kizárólag a Comore-szigetek közé tartozó Mayotte szigetén honos. 
A szigeten előforduló hegyi erdőség lakója.

## Életmódja
Életmódja kevésbé ismert. Éjszakai életmódú faj, nagyobb rovarokra és egyéb kisebb állatokra vadászik az erdőkben.
Szaporodási szokásait eddig nem kutatták.

## Természetvédelmi helyzete
Természetes állományairól nincsenek pontos adatok. Egyelőre úgy tűnik, hogy korlátozott elterjedési területe ellenére viszonylag gyakori faj.
Ezért a Természetvédelmi Világszövetség Vörös Listáján a „nem fenyegetett” levő kategóriába sorolja a madarat.
Ha az erdőirtás azonban továbbra is intenzív ütemben folytatódik Mayotte szigetén könnyen sodródhat ez a faj is a kihalás közelébe, mint a közeli rokon fajok a Comore-szigetek többi tagján.

## Fordítás
- Ez a szócikk részben vagy egészben  a   Mayotte-Zwergohreule című német Wikipédia-szócikk ezen változatának fordításán alapul.  Az eredeti cikk szerkesztőit annak laptörténete sorolja fel. Ez a jelzés csupán a megfogalmazás eredetét és a szerzői jogokat jelzi, nem szolgál a cikkben szereplő információk forrásmegjelöléseként.